# Kalinovica
Kalinovica is een plaats in de gemeente Sveta Nedelja in de Kroatische provincie Zagreb. De plaats telt 374 inwoners (2001).